# Zibibbo
Lo zibibbo è un vitigno a bacca bianca (chiamato anche moscato d'Alessandria) e il vino dolce che se ne ottiene.
La parola "zibibbo" deriva dalla parola araba zabīb (زبيب) che vuol dire "uvetta" o "uva passita". La parola è impropriamente utilizzata per indicare un vino (come il Moscatellone) e uve come Salamonica e Salamanna. Una grande produzione di zibibbo era presente in antichità araba a Taìfa.
Il 26 novembre 2014 a Parigi l'UNESCO ha dichiarato la pratica agricola della coltivazione della vite ad alberello di Pantelleria, patrimonio dell'umanità.

## Storia
Il moscato d'Alessandria era originario dell'Egitto, ed è stato introdotto per opera degli arabi come "zibibbo" a Pantelleria, dove tuttora ne viene coltivata la quasi totalità della produzione nazionale. In Sicilia era coltivata dagli arabi. Di origine araba sono anche i caratteristici terrazzamenti dell'isola in cui viene coltivato il vitigno. Oggi lo Zibibbo viene coltivato con una coltura moderna "cordone speronato" in Sicilia e con particolare successo nella zona tra Erice e Mazara del Vallo, le cui uve producono un vino secco di grande pregio, ideale per abbinamenti con ostriche e pesci dalla carne bianca come saraghi, orate, ecc. Dall'uva Zibibbo si ricava non solo il vino Zibibbo IGT, ma anche DOC come il moscato di Pantelleria e l'Erice vendemmia tardiva Zibibbo. Anche in Calabria viene da sempre coltivato lo zibibbo. A Scalea ad esempio, si elencano vitigni autoctoni già nei registri di cancelleria di Federico II di Svevia. Un paese molto conosciuto per il "suo" zibibbo è Verbicaro. Da poco si è avviato l’iter per riconoscere la doc Costa degli Dei, nel Vibonese, terra di elezione dello Zibibbo .

## Caratteristiche
A foglia media, normalmente trilobata, a grappolo ben voluminoso e oblungo, l'acino è grosso, ovoidale a buccia spessa di colore verde tendente al giallo; la maturazione è un po' tardiva.
L'uva Zibibbo è usata sia per la vinificazione sia per il consumo diretto o per l'essiccazione. L'uva Zibibbo ha particolari proprietà organolettiche.

## Vino

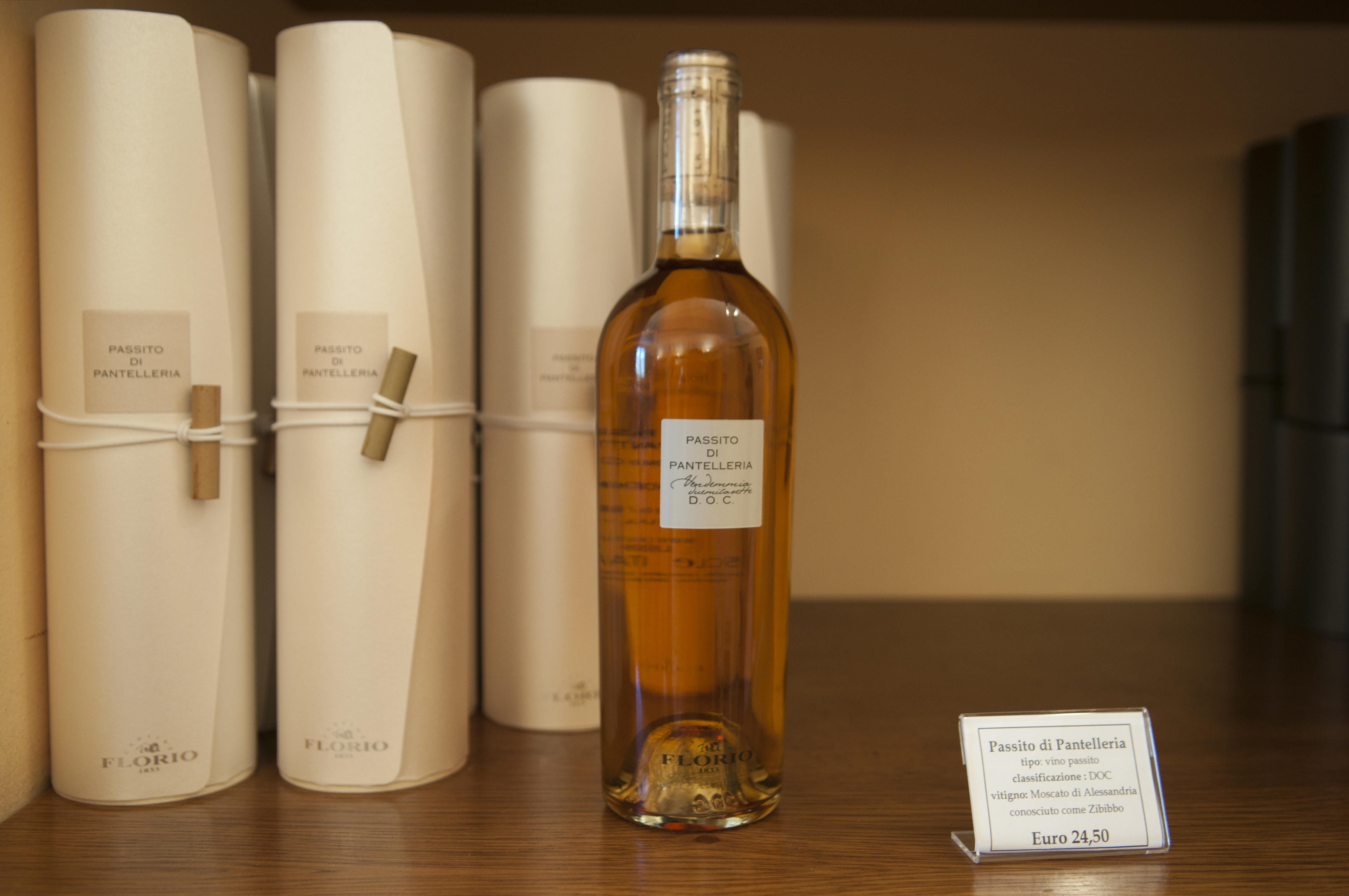
Pantelleria DOC, 100% da uve zibibbo

Il vino che si ricava dallo zibibbo è giallo paglierino, carico con riflessi dorati, dolce e con elevato grado alcolico dal caratteristico profumo aromatico. Oltre al consumo a sé stante è utilizzato per la produzione del vino DOC di Pantelleria, nella versione passito, moscato, spumante, del Pantelleria Zibibbo dolce e del vino Erice vendemmia tardiva Zibibbo. Si accompagna a formaggi e pasticceria secca.

## Riconoscimenti
Il 26 novembre 2014 a Parigi l'UNESCO ha dichiarato la pratica agricola della coltivazione della vite Zibibbo ad alberello, tipica di Pantelleria, patrimonio immateriale dell'umanità. Si tratta della prima pratica agricola al mondo ad ottenere questo prestigioso riconoscimento.

## Vini Doc prodotti con Zibibbo
- Moscato di Pantelleria
- Passito di Pantelleria
- Pantelleria Zibibbo dolce
- Erice vendemmia tardiva Zibibbo
- Erice passito